# Sing the Sorrow
Sing the Sorrow – szósty album studyjny amerykańskiego zespołu punk rockowego AFI. Wydany został 11 marca 2003 roku.
Album sprzedał się w ponad 96 000 egzemplarzach w USA w pierwszym tygodniu po premierze osiągając piąte miejsce na liście Billboard 200.

## Lista utworów
Na podstawie źródła.
1. "Miseria Cantare - The Beginning" - 2:57
2. "The Leaving Song Pt. II" - 3:31
3. "Bleed Black" - 4:15
4. "Silver and Cold" - 4:11
5. "Dancing Through Sunday" - 2:26
6. "Girl's Not Grey" - 3:10
7. "Death of Seasons" - 3:59
8. "The Great Disappointment" - 5:27
9. "Paper Airplanes (makeshift wings)" - 3:58
10. "This Celluloid Dream" - 4:11
11. "The Leaving Song" - 2:44
12. "...but home is nowhere" - 15:07

| Wydanie japońskie          |
| -------------------------- |
| 13. "Now the World" - 4:03 |

| Wydanie brytyjskie                                   |
| ---------------------------------------------------- |
| 13. "Synesthesia" - 3:30 14. "Now the World" - 15:19 |

| Specjalne wydanie na DVD |
| --- |
| 1. "Clandestine" (film) - 8:06 2. "Death of Seasons" - 3:59 3. "Silver and Cold" - 4:11 4. "...but home is nowhere" - 3:51 5. "The Great Disappointment" - 5:27 6. "Reivers' Music" - 3:22 |

## Certyfikaty
| Państwo           | Stowarzyszenie | Certyfikat |
| ----------------- | -------------- | ---------- |
| Australia         | ARIA           | złoto      |
| Kanada            | Music Canada   | platyna    |
| Stany Zjednoczone | RIAA           | platyna    |